# Museu da Cachaça (Lagoa do Carro)
Museu da Cachaça é um museu localizado na cidade de Lagoa do Carro, Pernambuco.

## História
O museu foi inaugurado em 1998 por José Moisés de Moura, um dos maiores colecionadores de cachaça do mundo.

## Acervo

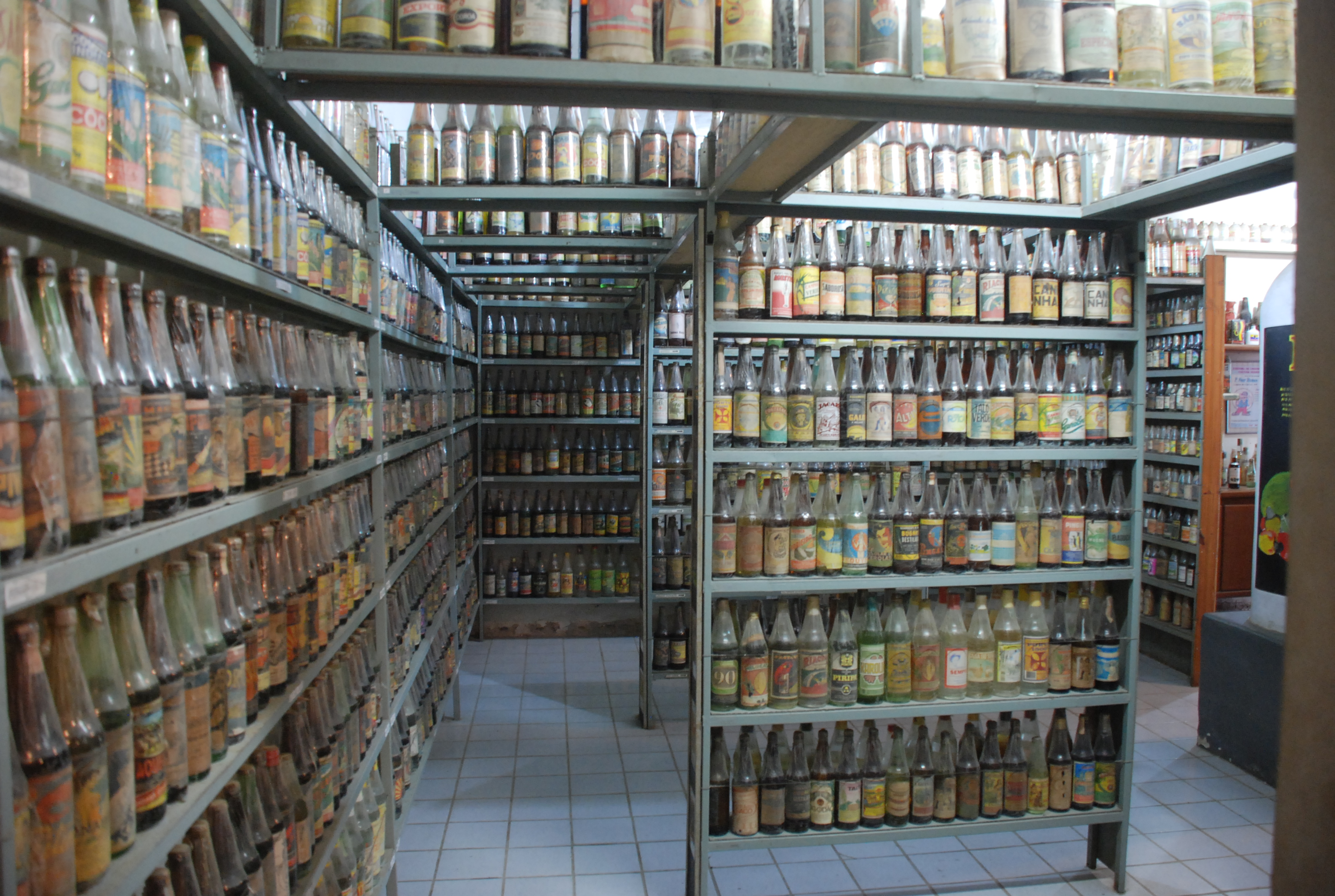
Parte do acervo do Museu.

- Mais de 15 mil garrafas de cachaça (em 2020)[1][2]
- Quadros
- Livros
- Poemas
- Matérias jornalísticas

## Ambientes
- Museu, com acervo de cachaças
- Bar do Papudinho
- Barraca da Cabocla